# Kenneth Edwards
Kenneth Paine Edwards (9 de março de 1886 — 21 de dezembro de 1952) foi um golfista norte-americano.
Edwards competiu nos Jogos Olímpicos de Verão de 1904, onde foi integrante da equipe de golfe norte-americana que conquistou a medalha de ouro. Ele terminou em quinto nesta competição.